# The War of the Worlds (programma radiofonico)

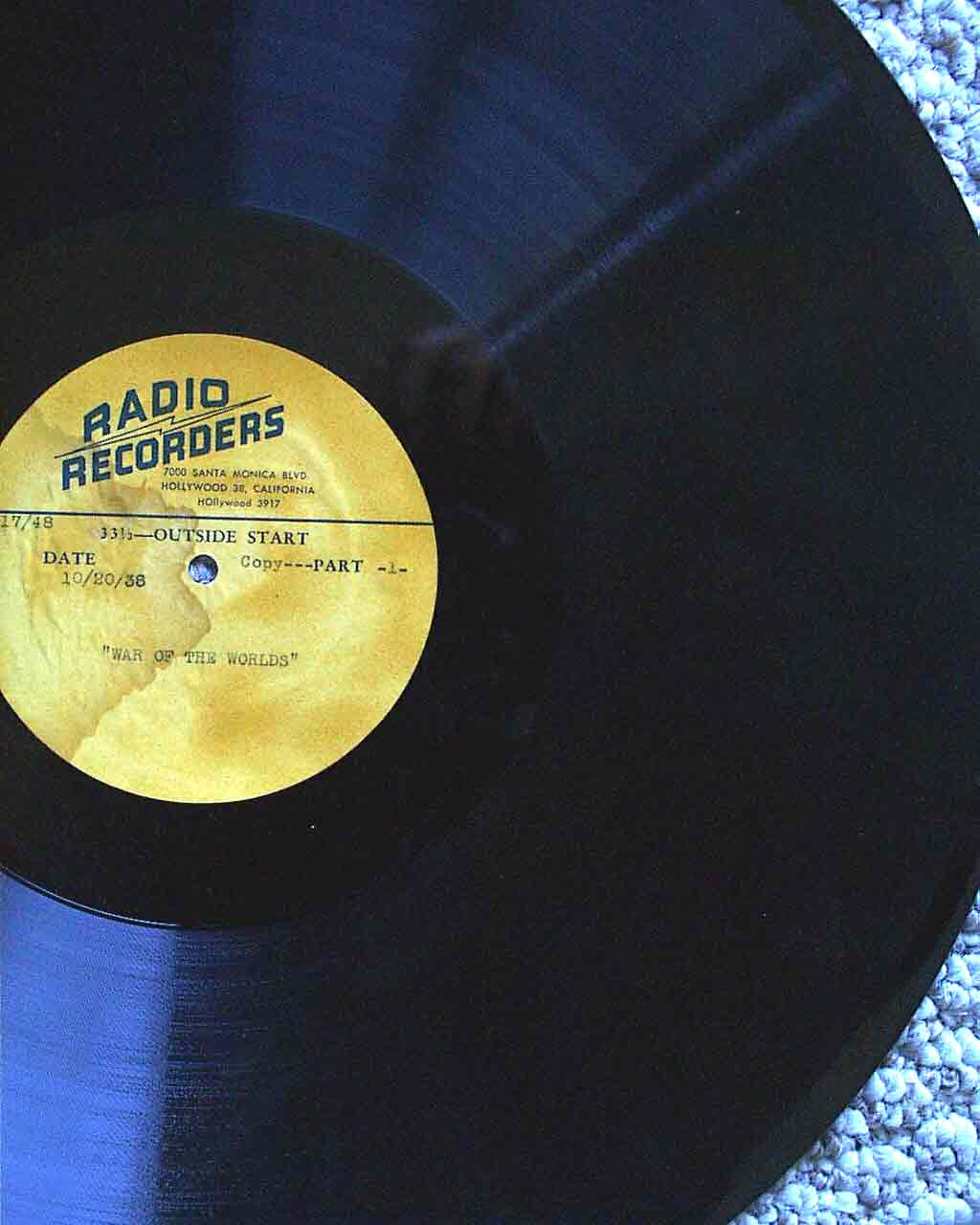
Una copia in vinile della famosa trasmissione radiofonica

The War of the Worlds ("La guerra dei mondi") fu un celebre sceneggiato radiofonico trasmesso il 30 ottobre 1938 negli Stati Uniti dalla CBS e interpretato da Orson Welles, tratto dall'omonimo romanzo di fantascienza di Herbert George Wells.
Molti radioascoltatori, malgrado gli avvisi trasmessi prima e dopo il programma, non si accorsero che si trattava di una finzione, credendo che stesse veramente avvenendo uno sbarco di extraterrestri ostili nel territorio americano. L'adattamento del romanzo, infatti, simulava un notiziario speciale che a tratti si inseriva sopra gli altri programmi del palinsesto radiofonico per fornire aggiornamenti sull'atterraggio di bellicose astronavi marziane nella località di Grovers Mill, nel New Jersey.

## La trasmissione

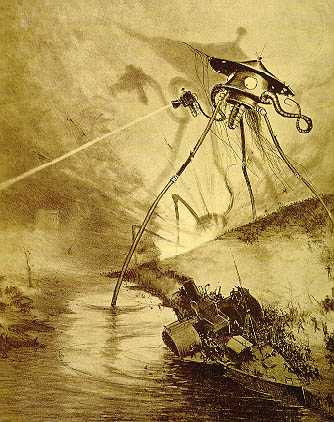
Tripode alieno in un'illustrazione dell'edizione francese del 1906 de La guerra dei mondi

Il programma fu trasmesso dalla CBS (Columbia Broadcasting System), una delle maggiori emittenti statunitensi, e fu interpretato dall'allora ventitreenne Orson Welles all'interno della trasmissione Mercury Theatre on the Air, programma settimanale in cui venivano proposte letture di romanzi celebri. Lo sceneggiato radiofonico era stato scritto da Howard Koch, come adattamento del noto romanzo dello scrittore britannico H. G. Wells del 1897, riambientando la vicenda negli Stati Uniti al tempo presente.
L'idea alla base dell'adattamento era di trasmettere nel corso del programma musicale della sera una serie di comunicati "dal vivo" del tutto simili a quelli trasmessi nei notiziari radiofonici.
Welles, che era anche il regista e produttore del programma, non aveva previsto le reazioni di terrore che avrebbe provocato il suo spettacolo e quindi non aveva nessuna intenzione di fare uno scherzo, tanto è vero che sia all'inizio della trasmissione che alla sua conclusione venne chiaramente detto che avevano trasmesso l'adattamento radiofonico del romanzo di Wells. Al suo interno però si fece di tutto per renderlo verosimile.
Alle ore venti in punto del 30 ottobre 1938, dopo le prime note del programma musicale, irruppe la voce dell'annunciatore:
Dopo questo annuncio iniziale riprende la musica, che verrà però presto interrotta, varie volte, da altri comunicati, via via più concitati e allarmanti. Per conferire credibilità al misterioso fenomeno, viene inscenata l'intervista ad un astronomo. Lo studio di New York dà quindi lettura di un bollettino speciale secondo cui, alle 20:50 circa, un oggetto fiammeggiante di grandi dimensioni, ritenuto un meteorite, è precipitato in una fattoria nei pressi di Grovers Mill, nel New Jersey:
La narrazione prosegue in forma di testimonianza diretta da parte dell'inviato:
Diventa quindi evidente che non si tratta di un oggetto naturale ma di un qualche manufatto. Mentre l’inviato sta descrivendo la scena, l’oggetto misterioso inizia a muoversi:
A quel punto si odono delle voci concitate ("Si muove!", "Guardate, si svita, si svita, dannazione!" “, "State indietro, là! State indietro! Lo ripeto!" "Può darsi che ci siano degli uomini che vogliono scendere!" "È rovente, sarebbero ridotti in cenere!" "State indietro, laggiù! Tenete indietro quegli idioti!"), e all'improvviso si distingue il rumore di un grosso pezzo di metallo che cade.

Phillips, terrorizzato, aggiunge: 
Dopo qualche secondo di interruzione, la storia riprende descrivendo la devastante avanzata degli alieni:
La trasmissione poi prosegue seguendo la trama del romanzo di Wells, fino all'epilogo in cui i Marziani vengono inaspettatamente sconfitti. Sebbene nell’immaginario collettivo negli anni si diffuse il mito che molto prima che il programma radiofonico fosse concluso, tra gli ascoltatori si scatenò il panico supponendo si trattasse realmente di un'invasione aliena, la notizia risulta priva di fondamento.
Il giorno successivo la trasmissione, diverse testate giornalistiche pubblicarono articoli su come il programma aveva generato panico e psicosi di massa tra i cittadini americani provocando vere e proprie fughe sulle colline e narrando di famiglie barricate nelle loro case. Gli articoli gonfiarono enormemente ciò che era realmente successo durante la diretta di Welles, contribuendo così alla diffusione della notizia sulle conseguenze negative che lo “scherzo” della CBS ebbe sugli spettatori. I resoconti dei giornali raggiunsero davvero gran parte dei cittadini americani permettendo alla trasmissione di ottenere una vastissima notorietà mediatica tra la popolazione, portando sia l’emittente radiofonica sia il futuro regista in comune accordo a sfruttare la fama derivata dalla falsa notizia amplificando ancora di più i racconti sullo scompiglio causato. Ciò permise di generare una vera e propria leggenda sullo scherzo di Halloween di Welles alla radio, contribuendo alla sua entrata nel folklore e conosciuta in tutto il mondo. Nella realtà, le analisi della vicenda negli anni successivi, dimostrarono che il programma fosse molto lontano dall’aver ottenuto la risonanza mediatica che gli veniva attribuita.

## Reazioni

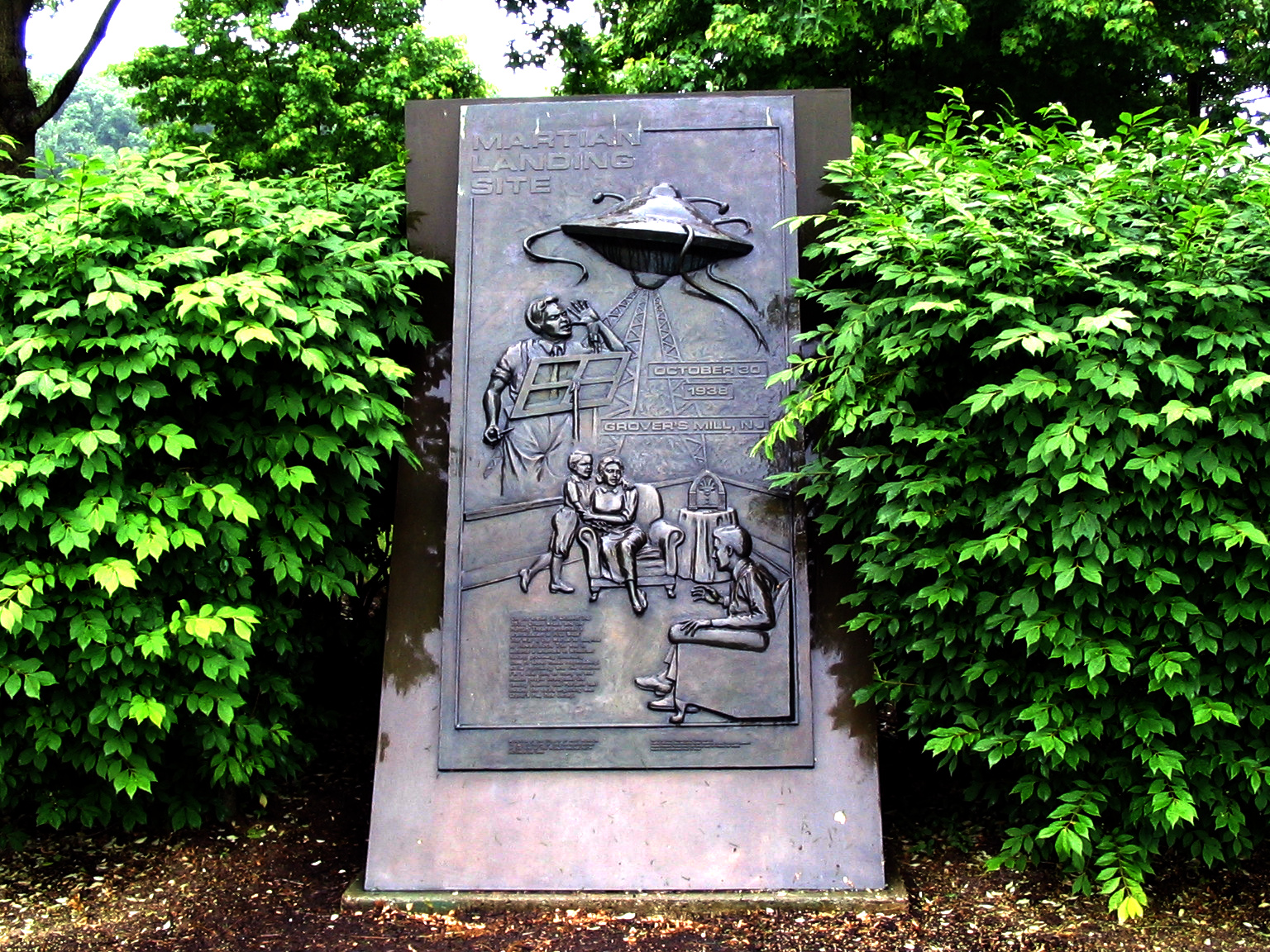
Monumento commemorativo eretto nell'ottobre 1998 nel luogo di atterraggio dei marziani secondo la trasmissione radiofonica, Van Nest Park, Grover's Mill, NJ.

Al termine della trasmissione, Orson Welles si recò in un vicino teatro per prendere parte alle prove serali di uno spettacolo.
Con queste parole Welles stesso descrisse a Peter Bogdanovich l'effetto del suo adattamento in un celebre libro-intervista.
A dire il vero, Welles pensava che l'adattamento fosse noioso, e non avrebbe voluto proporlo, se non fosse che fu costretto ad usarlo perché si ritrovava senza altro materiale interessante a disposizione. Il risultato fu fin troppo realistico e si trattò di una enorme pubblicità per il regista, che portò la RKO ad offrirgli un contratto per la realizzazione di tre film a Hollywood.
Si narra anche che tra le innumerevoli telefonate che giunsero al centralino del New York Times ve ne fosse una di un uomo che chiese, seriamente: "A che ora è la fine del mondo?" Il singolo It's the End of the World as We Know It (And I Feel Fine) dei R.E.M. prende spunto appunto dalla domanda.
Per lungo tempo la letteratura fece molta eco sul presunto panico creatosi quella notte, enumerando casi di suicidio, onde sottrarsi alle nefaste conseguenze di un contatto con le creature aliene. In verità gli episodi erano assimilabili alla normale casistica, non riscontrando alcuna correlazione con l'evento.
Il celebre critico cinematografico francese André Bazin ricorda come l'avvenimento ebbe una tale eco che quando tre anni dopo, il 7 dicembre 1941, l'aviazione giapponese sferrò un attacco alla base navale statunitense di Pearl Harbor, molti americani pensarono ad uno scherzo di pessimo gusto.

## Ulteriori studi e nuovi approcci alla pseudonotizia
Nel 2013 alcuni studi fatti da Jefferson Pooley e Michael J. Socolow, hanno messo in discussione principalmente la storia dell'isteria generale, o che comunque questa non fu la stessa riportata dai giornali.
Le stime dell'epoca parlano di circa un 2% di utenti in ascolto in quel momento e non di milioni di ascoltatori; oltretutto quell'esigua parte la prese per quello che era: la drammatizzazione di un romanzo, dato che, prima della trasmissione sopracitata vi è stata la presentazione del racconto stesso. Di sicuro qualche ascoltatore casuale poteva esserne impressionato per via del linguaggio usato, degli effetti sonori e della magistrale interpretazione radiofonica degli attori, ma di sicuro questo non poteva generare tanto panico. L'importanza della radio, della trasmissione contemporanea, della velocità dell'informazione, in quegli anni di certo non potevano passare inosservate - ricordiamo che siamo al ridosso della Seconda Guerra Mondiale.
Secondo tali studi, appunto, quello che è rimasto realmente è proprio l'effetto mediatico che ne è scaturito. Oggi si parlerebbe di pseudonotizie, ovvero di quel sistema di diffusione di notizie generalmente false o prive di fondamento. I giornali dell'epoca crearono la notizia, cambiarono le stime, le vittime, citando gente sfollata e quindi che il panico era reale: il tutto era falso, lo stesso Welles cavalcò l'onda del successo derivata dalla diffusione dei rotocalchi.
In Quarto potere, film di Welles di tre anni dopo i fatti, uno dei temi principali è proprio quello della manomissione dell'informazione, della cultura mass-mediale e dell'influenza che possono avere i mezzi di comunicazione.

## Altre trasmissioni
Con la consapevolezza del potere mediatico della trasmissione sul pubblico, il programma venne adattato e replicato da altre emittenti radiofoniche: a Santiago del Cile nel 1944, a Quito, in Ecuador, nel 1949 (dove si verificarono numerosi morti provocati dai disordini) e a Buffalo, nello Stato di New York, nel 1967. L'8 febbraio 1955 fu trasmessa all'interno del programma Lux Radio Theatre una trasposizione dall'omonimo film del 1953. La britannica BBC adattò dal romanzo una serie di 6 episodi radiofonici (oggi perduti); ne venne realizzato un rifacimento nel 1967.